# Helophora kueideensis
Helophora kueideensis là một loài nhện trong họ Linyphiidae. Loài này được phát hiện ở Trung Quốc.